# Vicky Losada
María Victoria Losada Gómez (* 5. März 1991 in Terrassa, Barcelona) ist eine spanische Fußballspielerin.

## Karriere

### Vereine
Losada begann ihre Karriere in den männlichen Jugendteams des CD Can Parellada in der Kleinstadt Can Parellada, einem Vorort von Terrassa. Es folgte ein Jahr (1997 bis 1998) beim CE Sabadell, von dem aus sie im Frühjahr 1998 mit sieben Jahren zum FC Barcelona wechselte. Als 14-Jährige hatte sie ihre ersten Einsätze in der zweiten Mannschaft des FC Barcelona und wurde im Sommer 2006 in die erste Mannschaft berufen. In ihrer ersten Saison konnte sie sich nicht durchsetzen und wechselte deshalb mit Beginn der Saison 2007 auf Leihbasis zum Stadtrivalen RCD Espanyol. In ihrer zweiten Seniorensaison gewann Losada die Copa Catalunya mit Espanyol Barcelona. Danach kehrte sie im Mai 2008 zum FC Barcelona zurück und wurde von Trainer Xavi Llorens zur Mannschaftskapitänin ernannt. Beim FC Barcelona holte sie 2011 die Copa de la Reina und wurde zur besten Spielerin der Saison ihrer Mannschaft gewählt. Im folgenden Jahr gewann sie mit der Mannschaft das Double, bestehend aus Superliga Femenina und Copa Catalunya, 2013 das Triple (Superliga Femenina, Copa de la Reina und Copa Catalunya).
Am 28. Februar 2014 wechselte sie leihweise zu Western New York Flash in die National Women’s Soccer League und kehrte im September 2014 zum FC Barcelona zurück. Zur Saison 2015 der FA WSL unterschrieb sie beim Arsenal LFC. Nach der erneuten Rückkehr zum FC Barcelona im Sommer 2016 gewann sie in der Saison 2020/21 die Champions League, den spanischen Meistertitel sowie die Copa de la Reina. Sie trug als Kapitänin dazu bei, dass der FC Barcelona als erste Mannschaft sowohl bei den Damen, als auch bei den Herren das „Große Triple“ errang. Losada verließ den Klub nach der Saison.
Nach ihrem Abschied vom FC Barcelona wechselte Victoria „Vicky“ Losada im Juli 2021 zu Manchester City in die englische Women's Super League. Die spanische Mittelfeldspielerin unterzeichnete einen Zweijahresvertrag und wählte die Rückennummer 17. Sie trug dazu bei, dass Manchester City den Continental Tyres League Cup gewann und das Finale des Vitality Women's FA Cup erreichte.
Im Februar 2023 verließ Losada Manchester City vorzeitig und wechselte zu AS Roma in die italienische Serie A. Sie unterzeichnete einen Kurzzeitvertrag bis zum 30. Juni 2023 und trug die Rückennummer 14. In ihrer kurzen Zeit bei Roma bestritt sie sechs Liga-Spiele, blieb dabei jedoch ohne Torerfolg. Ein besonderer Höhepunkt war ihr Auftritt im Viertelfinale der UEFA Women’s Champions League gegen ihren ehemaligen Verein FC Barcelona.
Nach Ablauf ihres Vertrags in Rom wechselte Losada im Juli 2023 zu Brighton & Hove Albion, ebenfalls in der englischen Women's Super League. Bereits nach ihrer ersten Saison wurde sie zur Mannschaftskapitänin ernannt. In zwei Jahren bei Brighton absolvierte sie 47 Spiele in allen Wettbewerben und erzielte ein Tor. Neben ihrer sportlichen Rolle war Losada auch als Botschafterin der Brighton and Hove Albion Foundation tätig und wurde in ihrer letzten Saison als PFA Community Champion des Vereins ausgezeichnet.
Am 14. August 2025 wechselte die 34-jährige Losada zu Bristol City in die zweite englische Liga. Sie unterzeichnete einen Dreijahresvertrag.

### Nationalmannschaft
Losada ist seit 2010 A-Nationalspielerin der Spanischen Fußballnationalmannschaft der Frauen, für die sie im Juni 2013 unter der Leitung von Ignacio Quereda bei der Fußball-Europameisterschaft der Frauen 2013 in Schweden spielte. Losada wurde auch für die Fußball-Weltmeisterschaft der Frauen 2015 nominiert, für die sich Spanien erstmals qualifiziert hat.

## Erfolge
Algarve-Cup (1)
- 2017

Copa de la Reina (7)
- 2011, 2013, 2014, 2017, 2018, 2020, 2021

Primera División (6)
- 2012, 2013, 2014, 2015, 2020, 2021

Copa Catalunya (8)
- 2009, 2010, 2011, 2012, 2016, 2017, 2018, 2019

Supercopa de España (1)
- 2020

UEFA Women’s Champions League (1)
- 2021

FA Women’s Cup (1)
- 2016

FA Women’s League Cup (1)
- 2015